# Râul Bolduț
Râul Bolduț este un afluent al râului Valea Largă. 

## Hărți
- Harta județului Cluj